# Tanah Merah (Kupang Tengah)
Tanah Merah is een bestuurslaag in het regentschap Kupang van de provincie Oost-Nusa Tenggara, Indonesië. Tanah Merah telt 2858 inwoners (volkstelling 2010).